# 霞が関コモンゲート

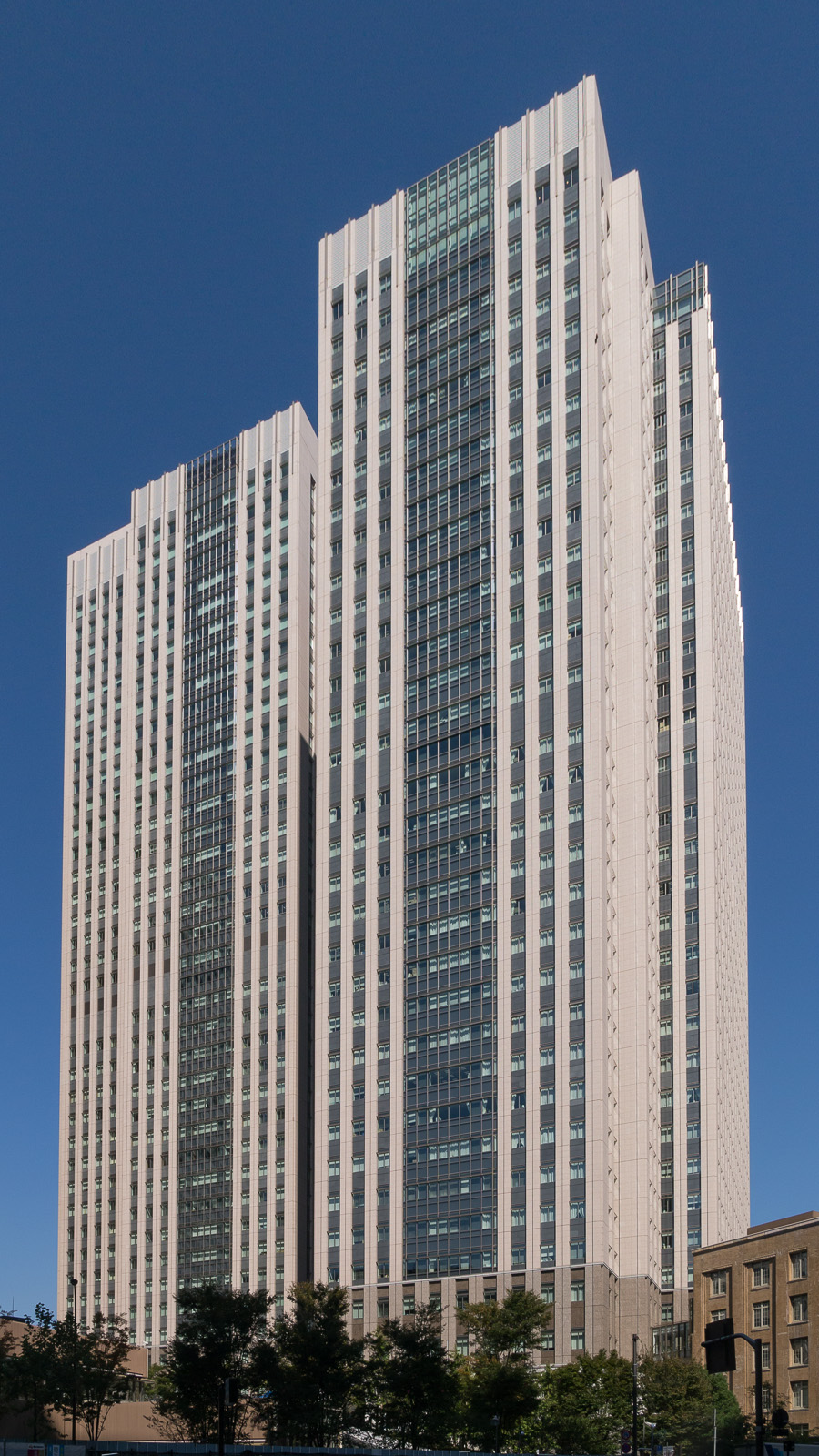
霞が関コモンゲートの中央合同庁舎第7号館西館（左）と同東館（右）

霞が関コモンゲート（かすみがせきコモンゲート）は、東京都千代田区霞が関三丁目の旧文部科学省、会計検査院庁舎跡地の再開発事業の地区名称。

## 概要

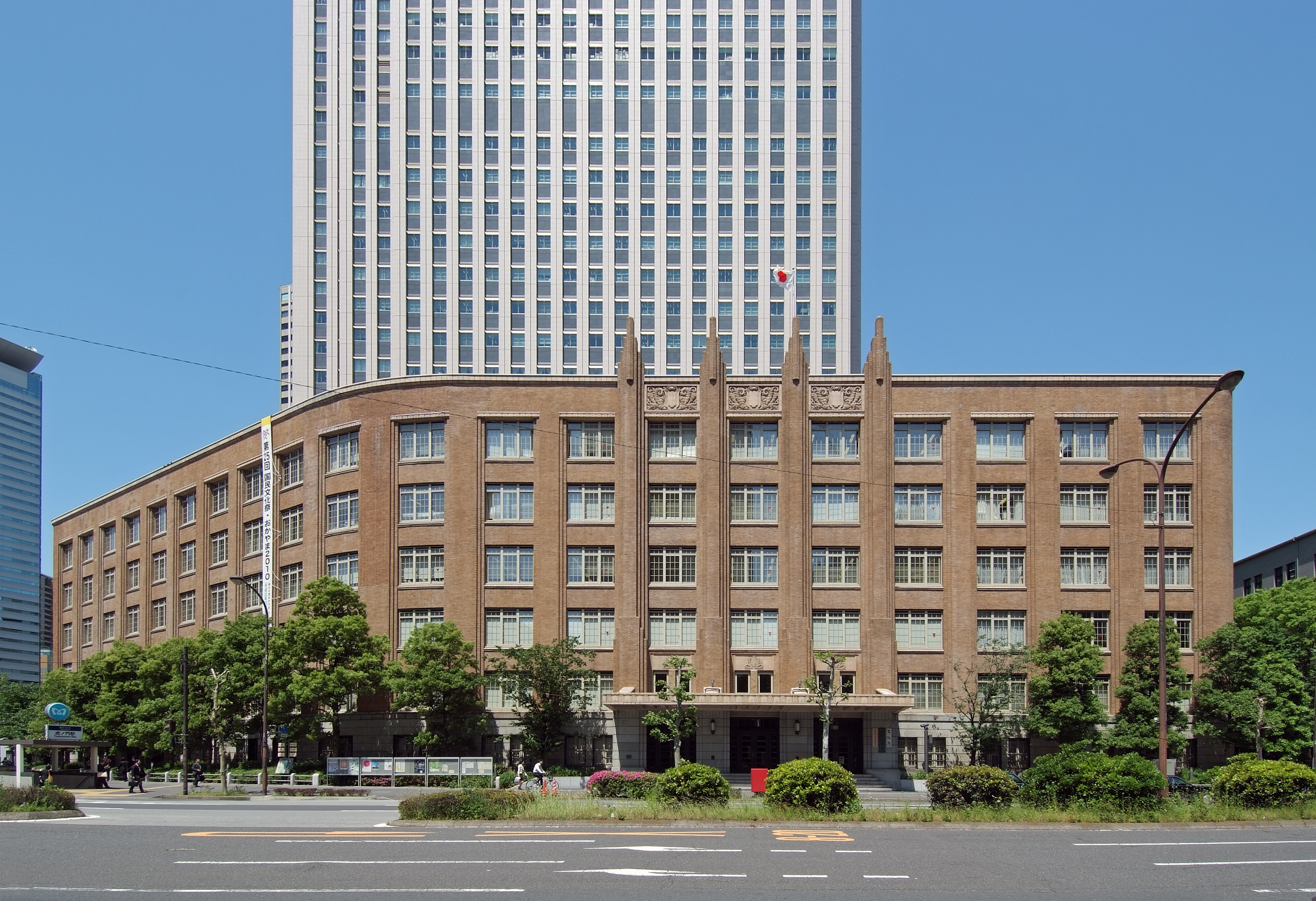
霞が関コモンゲートの中央合同庁舎第7号館旧文部省庁舎（手前）と同東館（奥）

中央官衙地区において旧文部科学省庁舎および会計検査院庁舎を一体的に合同庁舎化する事業である『中央合同庁舎第7号館整備等事業』と、独立行政法人都市再生機構が行なう『霞が関三丁目南地区第一種市街地再開発事業』とを併行して行う大規模プロジェクトである。官庁整備にPFIを導入する先駆的事例であると共に、官庁施設内に民間のオフィスを入居させるという手法も初めてのものである。事業着手当初は霞が関R7プロジェクトという仮称で呼ばれてきたが、2007年（平成19年）6月29日に正式名称が霞が関コモンゲートに決定したと発表された。
PFI事業部分は、新日本製鐵グループが民間事業者として選定されており、新日鉄住金エンジニアリングらの出資により設立された『霞が関7号館PFI』が2021年度まで担うことになっている。

## 主要な建築物

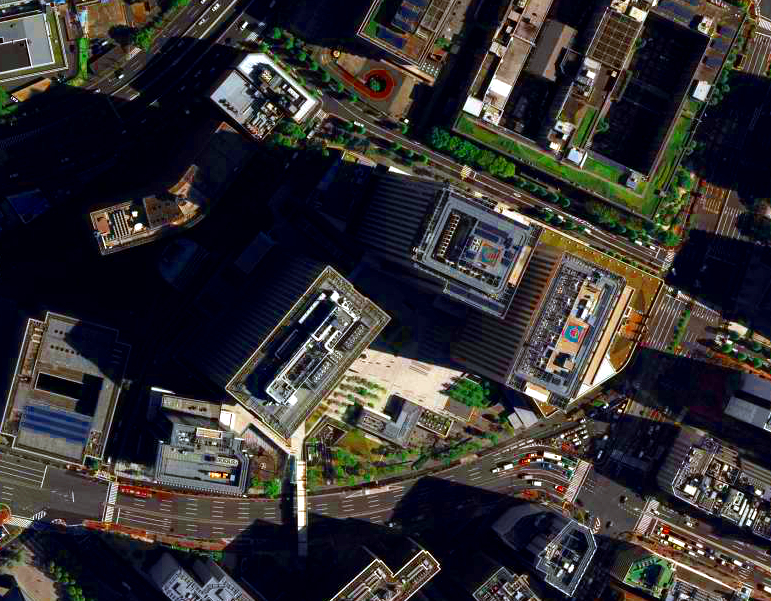
霞が関コモンゲート（中央右）の航空写真。霞が関ビルディング（中央左）、東京倶楽部ビルディング（中央下）に隣接している（2009年4月27日撮影）

「霞が関コモンゲート」としては、2棟の高層ビル（東館、西館）と、商業施設の入居する『アネックス』（霞が関コモンゲートアネックス）、中央合同庁舎第7号館の別棟に当たる『旧文部省庁舎』の4棟の建物から成る。東館・西館と、同じ街区に位置する隣接する『霞が関ビルディング』（日本最初の超高層ビル）および『東京倶楽部ビルディング』に囲まれたスペースには広場『霞テラス』が設けられており、一体的に整備されている。
東館と旧文部省庁舎は官庁施設のみが存在し（文部科学省、文化庁及び会計検査院が入居）、西館は下層部が官庁スペース（金融庁が入居）で、上層部が民間取得床となる。民間床はPFI事業者である霞が関7号館PFI、および保留床取得者である霞が関開発特定目的会社の所有分の他、民間地権者であった一般財団法人霞山会および住友不動産の所有分があり、帝人、個人情報保護委員会、三井住友DSアセットマネジメント、愛知大学、川崎近海汽船、シトリックス・システムズ・ジャパン、レーサム、霞山会館などが入居する。また、西館最上階（37階）および低層部（1階から3階）ならびにアネックスには飲食店などが入居する。
なお、西館の民間床部分については『霞が関コモンゲート西館』、官庁スペースについては『中央合同庁舎第7号館西館』と区別して呼ばれる。この建物名の違いについては、官庁整備主体である国土交通省の霞が関地区整備、活用有識者懇談会の審議にて、国土交通省が「民間の事業者の方々が、ブランドをつけて売りたいというので、民間の部分はそう呼んで結構です。ただ、官庁のほうは、7号館ということに切り分けをした」と説明している。
「東館」「西館」の建物の詳細については中央合同庁舎第7号館#施設の項を参照のこと。

### アネックス
- 階数：地上2階
- 延床面積：約900m2
- 構造：S造
- 設計：久米設計、大成建設、新日本製鐵
- 施工：大成建設、新日本製鐵、日本電設、三菱重工業JV
- 着工：2005年1月7日
- 竣工：2007年10月2日

霞が関コモンゲートアネックスは、広場南側に面した低層の施設。全館を霞が関7号館PFIが取得している。飲食店および歯科医院のほか、会員企業、団体の出資による民設民営の“公民館”スペース『霞が関ナレッジスクエア』（事業主体は文部科学省所管の財団法人である高度映像情報センター）が入居し、定期的にイベントが催されている。

### エリア概要
- 全体敷地面積：24,232.08m2
- 全体建築面積：13,556.40m2
- 全体延床面積：253,424.54m2
- PFI事業者：霞が関7号館PFI株式会社（出資企業：日鉄エンジニアリング、大成建設、東京建物、豊田通商等）
- 保留床取得者：霞が関開発特定目的会社（出資企業：東京建物、公共建物、日本土地建物、日鉄興和不動産）

## 交通
- 東京メトロ銀座線 虎ノ門駅 11番出入口直結
- 東京メトロ日比谷線、丸ノ内線、千代田線 霞ケ関駅 A13番出口から200m